# Jeniffer Nascimento
Jeniffer Nascimento (São Paulo, 29 de julho de 1993) é uma atriz e cantora brasileira.

## Carreira

### 2008–14: Teatro e Girls
Começou a carreira em 2009 no teatro, participando do coro em musicais como Hairspray, Hair e Mamma Mia! ao lado de nomes como Edson Celulari, Hugo Bonemer e Beto Sargentelli. Em outubro de 2012 se inscreve para o Fábrica de Estrelas, programa do Multishow que formaria um quinteto feminino de música pop, inspirados nos moldes do Popstars, que havia revelado o Rouge anos antes. Para a inscrição, Jeniffer enviou um vídeo cantando "Listen", da cantora Beyoncé. Durante a primeira audição cantou "I Have Nothing", de Whitney Houston, que lhe garantiu uma vaga para a segunda fase. Durante as fases seguintes, além de interpretar as músicas inéditas para o futuro grupo, ela cantou "Hero", de Mariah Carey, de "Um Anjo Veio Me Falar", do Rouge. Por fim, Jeniffer e outras quatro garotas foram escolhidas para integrar o grupo Girls. Em 5 de agosto o grupo lança o primeiro single,"Monkey See Monkey Do" e, logo após, "Acenda a Luz". Em 15 de dezembro é lançado o terceiro single, "Ramón", porém o videoclipe não veio a ser gravado.
Em 20 de janeiro de 2014 a notícia de que o grupo viria a acabar começou a circular pela imprensa, embalada pelo fato do grupo ter tirado férias a algum tempo e não poder dar declarações, sendo desmentida logo após pelos empresários. Enfim, horas depois, o produtor Rick Bonadio e a gravadora Sony Music decidiram se pronunciar e anunciaram que não havia mais interesse em investir no grupo devido à falta de retorno e que estavam oficializando sua separação. Em 30 de janeiro de 2014 é anunciado o fim do grupo, embora Jeniffer e as integrantes fossem contra, alegado pela gravadora que não havia mais interesse em investir no grupo devido à falta de retorno financeiro.

### 2014–presente: Televisão e teatro
Em 14 de julho de 2014 estreia em seu primeiro papel de destaque na televisão ao integrar o elenco da vigésima segunda temporada de Malhação como Solange, uma garota suburbana carioca que sonha em se tornar uma grande cantora. No ano seguinte integra o elenco da novela Êta Mundo Bom!, na pele da caipira Dita, onde faz par romântico com Miguel Rômulo. Em 2017 integra o elenco da novela Pega Pega, na pele da vilã cômica Tânia, ao lado de Irene Ravache.
Em 2018 participou da segunda temporada de programa Popstar, do qual foi vencedora.. Antes mesmo da estreia do programa, a concorrente Malu Rodrigues declarou: "provavelmente a Jeniffer vai ganhar, porque ela já é uma popstar. Minha torcida é dela".
Em maio de 2023, Jeniffer foi confirmada como participante do elenco da segunda montagem brasileira do musical O Rei Leão, no qual interpretaria a leoa Nala adulta. A atriz chegou a participar de ensaios e coletivas de imprensa, no entanto, em meados de julho de 2023 ela anunciou estar grávida, o que a impediu de estar de fato na produção. Ela foi substituída pela atriz sul-africana Nokwanda Khuzwayo, que já havia dado vida à Nala na primeira produção brasileira do musical, em 2013.

## Filmografia

### Televisão
| Ano       | Título                   | Personagem                                  | Nota                                  |
| --------- | ------------------------ | ------------------------------------------- | ------------------------------------- |
| 2008      | 9mm: São Paulo           | Amanda                                      | Episódio: "Aqui se faz, aqui se paga" |
| 2009      | Toma Lá, Dá Cá           | Osvaldineide                                | Episódio: "Cada Qual Tem Seu Preço"   |
| 2013      | Fábrica de Estrelas      | Participante (1º lugar)                     | Temporada 1                           |
| 2014–2015 | Malhação: Sonhos         | Solange da Conceição (Sol) / Sol do Recanto |                                       |
| 2016      | Êta Mundo Bom!           | Benedita dos Santos (Dita)                  |                                       |
| 2017      | Pega Pega                | Tânia Alencar                               |                                       |
| 2017      | TOC's de Dalila          | Amora                                       |                                       |
| 2018      | Popstar                  | Participante (1º lugar)                     | Temporada 2                           |
| 2019      | Verão 90                 | Cristina Moura (Kika) / Cantora Mascarada   |                                       |
| 2019–2021 | The Voice Brasil         | Repórter                                    |                                       |
| 2020      | Detetives do Prédio Azul | Jenni                                       | Episódio: "Sono de Dragão"            |
| 2021–2022 | Vai Que Cola             | Carolina Sampaio (Carolzinha)               | [ 25 ]                                |
| 2022–2023 | Cara e Coragem           | Jéssica Ferreira                            |                                       |
| 2022      | Não Foi Minha Culpa      | Francisca (Fran)                            | Episódio: "Valéria"                   |
| 2022      | Só Se For Por Amor       | Sônia Brito                                 |                                       |
| 2025      | The Masked Singer Brasil | Participante (3º lugar)                     | Temporada 5                           |
| 2025      | Êta Mundo Melhor!        | Benedita dos Santos (Dita)                  |                                       |

### Cinema
| Ano  | Título              | Personagem             | Notas        |
| ---- | ------------------- | ---------------------- | ------------ |
| 2013 | NoCapricho: O Filme | Ela mesma              | Documentário |
| 2021 | Moscow              | Nina                   |              |
| 2021 | Encanto             | Dolores Madrigal (voz) | Dublagem     |
| 2023 | Barraco de Família  | Jéssica                |              |

## Teatro
| Ano  | Título               | Personagem           |
| ---- | -------------------- | -------------------- |
| 2009 | Hairspray            | Pequena Inês         |
| 2010 | Hair                 | Coro apenas          |
| 2011 | Mamma Mia!           | Coro apenas          |
| 2016 | Divas: O Musical     | Cecília              |
| 2020 | Donna Summer Musical | Donna Summer (jovem) |
| 2023 | O Rei Leão (musical) | Nala                 |

## Prêmios e indicações
| Ano  | Prêmio                           | Categoria      | Indicação                    | Resultado |
| ---- | -------------------------------- | -------------- | ---------------------------- | --------- |
| 2022 | Prêmio Destaque Imprensa Digital | Destaque Atriz | Summer – Dona Summer Musical | Pendente  |